# Ctenolepis lucorum
Ctenolepis lucorum är en gurkväxtart som först beskrevs av Monique Keraudren, och fick sitt nu gällande namn av H.Schaef. och S.S.Renner. Ctenolepis lucorum ingår i släktet Ctenolepis, och familjen gurkväxter. Inga underarter finns listade i Catalogue of Life.